# Komachi
Pour la relation ferroviaire, voir Komachi (Shinkansen).
Komachi (小町, « petite ville ») est une localité située à Kamakura dans la préfecture de Kanagawa au Japon, définie comme la partie de la ville située au nord du pont Ebisu sur la Nameri-gawa.

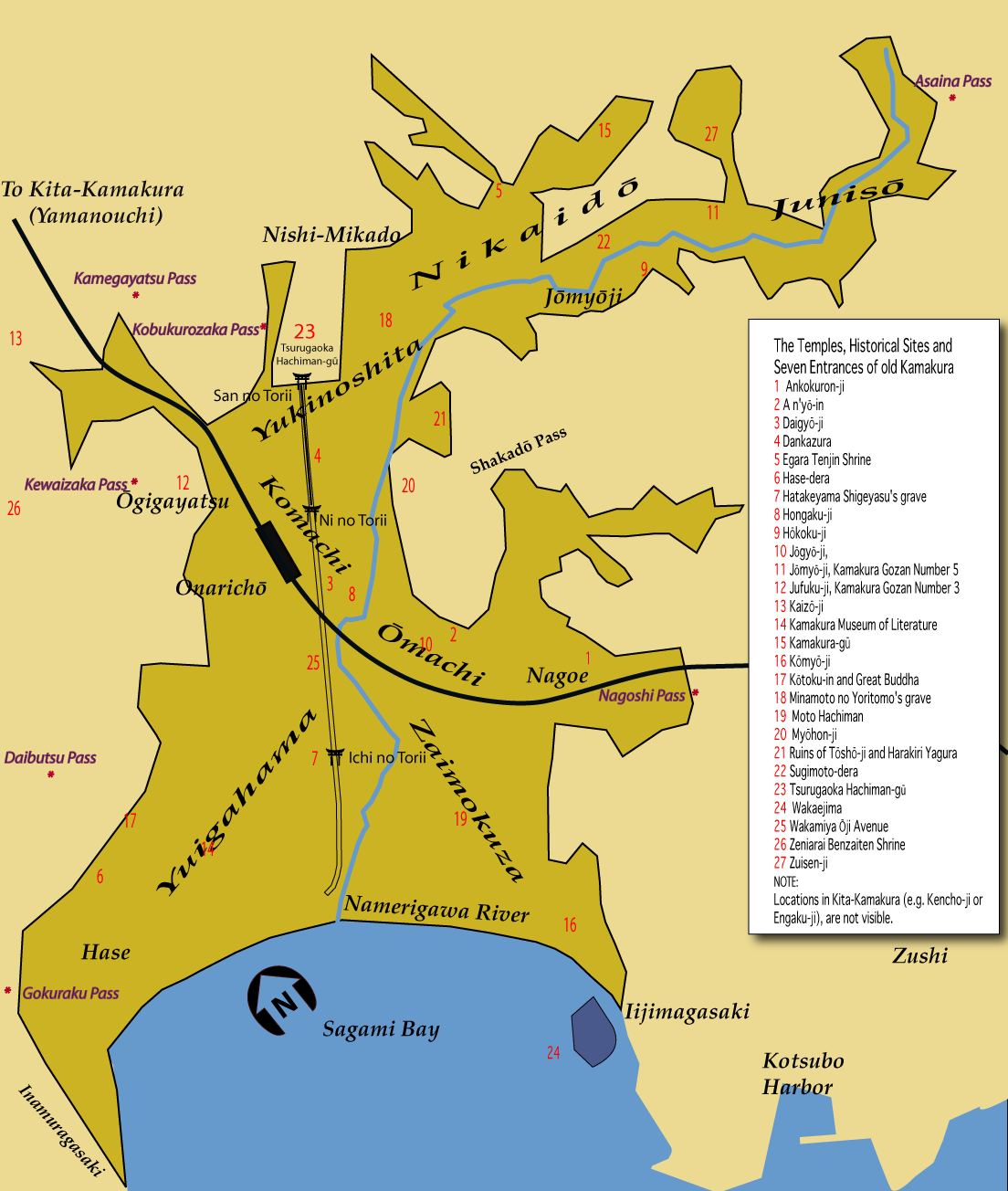
Carte de Kamakura avec l'emplacement approximatif des plus importants sites historiques.

La partie de la ville au sud du même pont est appelée Ōmachi (大町, « grande ville »).